# Rotterode
Rotterode é uma localidade e antigo município da Alemanha localizado no distrito de Schmalkalden-Meiningen, estado da Turíngia.
Pertence ao Verwaltungsgemeinschaft de Haselgrund. Desde 1 de janeiro de 2019, forma parte da cidade de Steinbach-Hallenberg.

## Demografia
Evolução da população (em 31 de dezembro de cada ano):
| - 1994 - 917 - 1995 - 918 - 1996 - 915 - 1997 - 915 | - 1998 - 910 - 1999 - 882 - 2000 - 882 - 2001 - 879 | - 2002 - 856 - 2003 - 855 - 2004 - 869 |

Fonte: Thüringer Landesamt für Statistik